# 蒲慕明
蒲 慕明（ほ ぼめい、Mu-ming Poo（ムーミン・プー）、1948年10月31日 - ）は、中国出身の神経科学者である。
カリフォルニア大学バークレー校のポール・リヒト生物学特別名誉教授であり、上海に拠点を置く中国科学院神経科学研究所(ION)の創設者でもある。シナプス可塑性に関する先駆的研究が評価され、2016年のグルーバー賞神経科学部門を受賞した。IONの蒲の研究チームは、2017年に体細胞核移植(SCNT)を用いた史上初のクローン霊長類となるカニクイザルの中中と華華を誕生させた。

## 若年期
蒲は、中国の江蘇省南京市で1948年10月31日に生まれた。1歳の時、第二次国共内戦の影響で一家は台湾に移住した。父の蒲良梢は航空工業発展中心副主任・逢甲大学工学部航空工学科長で、その影響を受けて幼い時から物理学に興味を持っていた。国立清華大学に入学し、1970年に物理学の学位を取得した。

## アメリカでのキャリア
1970年に渡米してジョンズ・ホプキンス大学大学院に入学し、ここで生物物理学に興味を持つようになった。リチャード・コーンの指導の下で、細胞内の拡散速度を決定する方法として現在広く用いられている光褪色後蛍光回復法(FRAP)を開発した。この研究は、1974年に『ネイチャー』で発表された。1974年にPh.D.を取得後、パデュー大学の博士研究員を経て、1976年にカリフォルニア大学アーバイン校のアシスタント・プロフェッサーに就任した。蒲はここで、細胞膜中のタンパク質を操作する新しい方法である「in situ電気泳動」を開発した。
1985年にイェール大学医学大学院に移り、タンパク質とシナプスの研究を行った。その後、コロンビア大学教授を経て、1996年にカリフォルニア大学サンディエゴ校教授に就任した。この間、蒲は分子神経生物学の分野で重要な発見をし、神経栄養因子の新しい研究分野に発展した。また、蒲らは「成長円錐ターニングアッセイ」という新しい手法を開発し、現在ではタンパク質に対する反応による軸索の成長を測定する手法として神経科学の分野で広く使われている。
2000年にカリフォルニア大学バークレー校に移り、後にポール・リヒト生物学特別教授に就任した。バークレーでは、ニューロンの軸索と樹状突起の発達を決定する因子の理解において、多くの新しい発見をした。また、スパイクタイミング依存可塑性がニューロンの接続に重要な役割を果たしていることを実証した。

## 中国でのキャリア
1999年、蒲は中国科学院に上海に拠点を置く神経科学研究所(ION)を共同で設立し、その所長を務めた。それから10年間はバークレーと上海を行き来していたが、頻繁な移動を負担に感じ、上海での研究に専念することにした。バークレーの教授を退官し、名誉教授となった。2017年に中華人民共和国の市民権を取得し、1980年代に取得していたアメリカ合衆国の市民権を放棄した。
IONの蒲の研究チームは、2017年後半に、胚分割ではなく、羊のドリーの誕生に使われたのと同じ体細胞核移植(SCNT)を用いた史上初のクローン霊長類となるカニクイザルの中中と華華を誕生させた。蒲によれば、この実験の主な意義は、動物実験に使用するための遺伝的に同一のサルを作り出すことができるということである。カニクイザルはすでに動脈硬化の研究のためのモデル生物として確立されているが、蒲は2018年1月にNPRのニュース番組"All Things Considered"に出演した際、パーキンソン病やアルツハイマー病といった病名を挙げ、神経科学の実験に使用するということを強調した。
蒲は自分のキャリアを「ランダムウォーク」（行き当りばったり）と喩え、「興味深い問題に出くわしたら、自分が貢献できる限りその問題に取り組みます。そして、次のステップに進みます」と語った。

## 賞と栄誉
- 中央研究院（台湾）院士（2000年）[2]
- アメリカ科学振興協会(AAAS)フェロー（2001年）[8]
- アメリテック賞（2001年）[8]
- 呉瑞（英語版）協会賞（2002年）[8]
- 高等師範学校（パリ）名誉博士（2003年）[8]
- 中華人民共和国国際科学技術協力賞（中国語版）（2005年）[8]
- 米国科学アカデミー会員（2009年）[2][9] - 中国国籍取得後は外国人会員
- 求是科技基金会（中国語版）傑出科学者賞（2010年）[8]
- 中国科学院外籍院士（2011年）[2][10] - 中国国籍取得後は院士
- 中国科学院傑出科技成就賞（2011年）[8]
- 香港科技大学名誉博士（2014年）[8]
- 香港科学院院士[2]
- グルーバー賞神経科学部門（2016年） - 「シナプス可塑性に関する先駆的で刺激的な研究」に対して[3]。

## 私生活
蒲は、台湾からアメリカに渡った腫瘍学者の胡文真と結婚したが、後に離婚した。胡との間には2人の娘がいる。長女のアイジェン・プー（蒲艾眞、1974年生まれ）は社会活動家であり、2014年にマッカーサー・フェローを受賞した。次女のティン・プー（蒲婷）は映像作家であり、2017年のアカデミー短編ドキュメンタリー映画賞受賞作品"Heaven Is a Traffic Jam on the 405"の編集を行った。
蒲は後に、コロンビア大学での教え子である丹揚と再婚した。丹もまた著名な神経科学者であり、2018年に全米科学アカデミー会員に選出された。